# Prom (film)
Prom is een Amerikaanse tienerfilm uit 2011 die geregisseerd was door Joe Nussbaum. Op 29 april 2011 werd de film uitgebracht door Walt Disney Pictures.

## Plot
Het is tijd voor de jaarlijkse prom, waar Nova als klassevertegenwoordiger met haar vrienden Mei, Ali, Brandon en Rolo hard aan heeft gewerkt. Ze hebben prachtige decorstukken gemaakt. Nova hoopt dat Brandon, op wie ze verliefd is, haar zal vragen met hem naar de prom te gaan.
De prom is voor iedereen zowel iets om naar uit te kijken als een bron van zorgen. Lloyd klaagt tegen zijn stiefzus Tess erover dat hij geen date heeft, maar Tess raadt hem aan gewoon iemand te vragen, het maakt niet uit wie. Mei ontdekt inmiddels dat ze in een andere universiteit is geaccepteerd dan haar vriend Justin, en raakt met het naderen van de prom steeds kribbiger. Lucas is inmiddels verliefd op zijn 'labpartner' Simone, en schakelt zijn vriend Corey in om hem te helpen haar voor de prom te vragen. De enige die geen boodschap heeft aan de prom is enfant terrible Jesse Richter. Hij spijbelt, rijdt met zijn motor over het schoolplein, en gedraagt zich alsof het hem niets kan schelen. Rector Dunnan probeert met hem te praten maar dringt niet tot hem door.
Inmiddels vindt Jordan een oorbel in de auto van haar vriend Tyler, maar deze verzekert haar dat hij beslist niet vreemdgaat. Hij laat zien hoeveel hij om haar geeft door haar romantisch in de schuur met decoratiestukken met kaarslicht voor de prom te vragen. Helaas vergeten ze een kaarsje, dat na hun vertrek de schuur met decorstukken in lichterlaaie zet. Met nog maar drie weken te gaan stelt Nova voor om alles op alles te zetten om nieuwe decorstukken te maken, maar haar vrienden hebben het te druk met andere zaken en kunnen haar niet helpen. De rector stelt hierop Jesse, met wie hij nog een flinke appel te schillen heeft, voor de keus: hij helpt voor straf Nova met de decorstukken, of de rector laat hem niet slagen.
Jesse accepteert met tegenzin, evenals Nova. Ze realiseren zich dat ze op elkaar zijn aangewezen. Terwijl Brandon Nova diep teleurstelt door haar niet voor de prom te vragen, groeien zij en Jesse naar elkaar toe, ondanks het feit dat Jesse de prom maar onzin vindt. Wanneer Nova ontdekt dat het prom-thema van de naburige school hetzelfde is als de hunne, rijdt Jesse hen er zelfs met de motor naartoe om te spioneren. De zaak loopt echter mis, de politie betrapt hen en belt Nova's ouders, en Nova's vader scheldt Jesse de huid vol. Later biedt Nova haar excuses aan Jesse aan en hij helpt haar een jurk te vinden. Jesse blijkt de spreekwoordelijke 'ruwe bolster met blanke pit' te zijn, en spijbelt bovendien zo veel omdat hij op zijn broertje moet passen en zijn alleenstaande moeder alle eindjes aan elkaar moet knopen.
Inmiddels kan Lloyd nog steeds geen date vinden, en hij raakt gefrustreerd en wanhopig. Lucas vraagt Simone mee voor de barbecue van zijn vriend Tyler. Tyler probeert haar daar te versieren en wordt afgewezen, waarop Simone tegen Lucas zegt dat ze niet was meegegaan als ze wist dat Tyler de barbecue gaf. Het lijkt erop dat Tyler en Simone een verleden hebben. Inmiddels bereikt de stress op Mei en Justins relatie een breekpunt, waarop Jesse de prom-date afzegt. Later praten ze het uit en maken ze het weer goed, waarop ze alsnog besluiten samen naar de prom te gaan.
Lucas probeert meer tijd met Simone door te brengen en verwaarloost hiervoor zijn vriendschap met Corey. Tyler blijkt het echter niet op te geven en probeert haar nog steeds te versieren. Lucas ziet de twee en is diep gekwetst, waarop Simone het probeert goed te maken met kaartjes voor een concert van Stick Hippo, op dezelfde avond als de prom. Corey, net als Lucas grote fan van deze band, is diep teleurgesteld dat Lucas met Simone gaat. Inmiddels dumpt Jordan Tyler vanwege zijn avances naar Simone, waarop Tyler Simone vraagt met hem naar de prom te gaan. Simone stemt toe en zegt het concert af. Lloyd ziet de diep gekwetste Lucas en vertelt hem dat hij tegen Simone moet zeggen hoe hij voor haar voelt. Lloyd zelf nodigt uiteindelijk zijn stiefzus Tess uit voor de prom.
Inmiddels komt Nova's vader tot zijn ongenoegen erachter dat zijn dochter gevoelens krijgt voor Jesse en hoopt dat hij haar naar de prom zal vragen. Hij zoekt Jesse op en vertelt hem dat hij het niet in zijn hoofd moet halen Nova voor de prom te vragen, omdat hij haar 'naar beneden haalt'. Jesse is hierdoor de dag erop zeer vijandig tegen Nova en laat haar in de steek.
Op de nacht van de prom klimt Lucas in een boom naast Simones raam, bekent zijn gevoelens en smeekt haar met hem naar het concert te gaan. Simone wijst hem echter af en kiest ervoor met Tyler naar de prom te gaan. Hierop realiseert Lucas zich dat hij al die tijd zijn vriendschap met Corey heeft verwaarloosd, en gaat hierop met Corey naar het concert.
Nova maakt zich klaar voor de prom maar haar hart is gebroken en ze heeft eigenlijk geen zin meer. Wanneer ze weigert in haar galajurk op de foto te gaan bekent haar vader dat hij de breuk met Jesse had uitgelokt. Nova stormt woedend het huis uit. Inmiddels bedenkt Jesse zich na een gesprek met zijn moeder, en besluit dat hij toch heel graag met Nova naar de prom wil.
Simone en Tyler gaan samen naar de prom, waar Tyler haar onmiddellijk in de steek naat. Simone hoort van andere meisjes dat Jordan Tyler had gedumpt omdat hij van twee (of meerdere) walletjes at, en realiseert zich dat Tyler haar alleen meevroeg omdat hij niemand anders kon krijgen. Jordan en Tyler worden tot prom king en -queen gekozen, maar Jordan zet Tyler voor schut door te weigeren met hem te dansen en ook Simone weigert en verlaat de zaal. Buiten op de parkeerplaats ziet ze Lucas, terug van het concert, en ze dansen samen.
Nova is inmiddels ook gearriveerd, maar ze vindt er zonder Jesse niets aan. Bovendien gaat de fontein ook nog kapot. Wanneer ze teleurgesteld wil weggaan begint de fontein weer te werken, en ze realiseert zich dat alleen Jesse hem kon maken. Jesse loopt naar Nova toe en vraagt haar of ze met hem naar de prom wil. Ze stemt toe en de film eindigt met Jesse en Nova die met elkaar dansen en elkaar kussen.